# Ancistrocarphus
Ancistrocarphus  es un género de plantas con flores en la familia de las asteráceas. Contiene dos especies nativas de Norteamérica occidental. Estas plantas se tratan a menudo como miembros del género Stylocline, pero  están tan estrechamente relacionadas con las especies de Stylocline como lo están las plantas de otros géneros, especialmente Hesperevax.
Las especies más conocidas en este género son:
- Ancistrocarphus filagineus, que se encuentra en todo el oeste de Estados Unidos hasta el norte de Idaho, así como en Baja California. Es una hierba anual de crecimiento de lana en un parche en cuclillas en el suelo.
- Ancistrocarphus keilii, una rara y poco conocida especie de endémica de California no descrita hasta el año 2004.

## Taxonomía
El género fue descrito por Asa Gray y publicado en Proceedings of the American Academy of Arts and Sciences 7(2): 355–356. 1868.
Etimología
Ancistrocarphus: nombre genérico que deriva del griego y significa "anzuelo".